# Macquaridrilus bennettae
Macquaridrilus bennettae är en ringmaskart som beskrevs av Clara Octavia Jamieson 1968. Macquaridrilus bennettae ingår i släktet Macquaridrilus och familjen glattmaskar. Inga underarter finns listade i Catalogue of Life.